# Río Grande (Veraguas)
Río Grande es un corregimiento del distrito de Soná en la provincia de Veraguas, República de Panamá. La localidad tiene 3674 habitantes (2010). Es un lugar con muchas atracciones turísticas como la playa El Estero en Santa Catalina y la isla Coiba, declarada patrimonio de la humanidad por la UNESCO en 1980 y parque nacional como reserva natural.

## Límites
Limita al norte con el corregimiento de Guarumal, al sur con el océano Pacífico, al este con el océano Pacífico y el corregimiento de Guarumal y al oeste con el corregimiento de Bahía Honda.

## Atracciones Turísticas
- Playa El Estero: Es una playa situada en el pueblo de Santa Catalina con mucho oleaje y muy conocida en todo el país, cerca de ella se encuentra un punto con olas con altura de hasta 20 pies, todos los años en esa punto se celebra un campeonato de surf profesional en el verano con discoteca y bebidas en general, venta de comida típicas de la región, entre otras cosas.

- Playa Arrimadero: Es muy atractiva para todo tipo de persona, sobre todo inexpertos en el nado por sus olas suave, es muy atractiva para niños y señores de edad avanzada.

Todos los años en enero antes de la feria de Soná el comité pro desarrollo de la sociedad realiza una actividad denominada festival turístico y deportivo, con presentaciones folclóricas, paseo en lancha, competencias de cayuco, escogencia de la reina del festival, cantaderas, bailes, discoteca, ventas de comidas , todo tipo de bebidas, y ventas de productos agrícolas(verduras)
Entre Playa Banco y Arrimadero se encuentra la desembocadura del Río Grande y punto de salida hacia bahía honda e isla de Coiba.
- Isla Coiba: La Isla Coiba constituye por su extensión y por la riqueza de sus islas y de sus aguas marinas que las rodean una de las joyas naturales de Panamá. Este archipiélago marino está formado por las islas de Coiba, Jicarón, Jicarita, Canal de Afuera, Afuerita, Pájaros, Uva, Brincanco, Coibita y Granito de oro. Tiene uno de los arrecifes de coral más extensos de Centroamérica y muchos lugares de buceo.Tiene especies marinas como:tiburón ballena, tiburón tigre, mantarraya, dorado, atún de aleta amarilla, delfines, ballena jorobada, tortugas marinas... entre otros.

También se encuentran especies endémicas como: el ñeque.

## Pueblos
- Madre Vieja.
- Carrizal.
- Agua Blanca.
- Tigre de San Lorenzo.
- Río Grande.
- Quebrada Grande.
- Nuevo Chorrillito.
- Zumbona.

## Orografía
En el corregimiento se encuentra una pequeña cadena montañosa llamada Los Macizos del Sur que tiene altitudes de 100 a 300 metros.

## Comercio
- Pesca: Esta práctica es la que forma la mayor parte de la economía de este corregimiento, ya que es un corregimiento costero. La pesca se especializa en especies como el tiburón, la sierra, pargo, pajarita, manta raya, etc.

- Agricultura: La agricultura es muy escasa en este corregimiento por los suelos un poco infertiles.

- Ganadería: La ganadería es practicada en lugar por muchas personas teniendo ganado de hasta 500 cabezas y más, pero existe un problema la cantidad de terreno que se necesita y el tiempo lleva a muchos a no practicarla.

## Enlaces
- Parque Nacional Coiba
- https://web.archive.org/web/20100512223540/http://www.alfatravelguide.com/spanish/pa/isla-coiba.asp
- libro:ciencias sociales 4 grado editora ediesco.
- revista:Panamá.

- Datos: Q6115181